# 281 Lucretia
281 Lucretia eller 1948 EK är en liten asteroid i huvudbältet, som upptäcktes den 31 oktober 1888 av den österrikiske astronomen Johann Palisa. Asteroiden fick senare namn efter Caroline Herschel, syster till den engelske astronomen William Herschel.
Den tillhör asteroidgruppen Flora.
Lucretias senaste periheliepassage skedde den 8 augusti 2021.[Uppdatering behövs] Dess rotationstid har beräknats till 4,35 timmar.